# Atractus riveroi
Atractus riveroi — вид змій родини полозових (Colubridae). Ендемік Венесуели.

## Поширення і екологія
Atractus riveroi мешкають на схилах гір Дуїда і Марауака на Гвіанському нагір'ї, на сході штату Амасонас. Вони живуть на вершинах тепуїв, на високогірних луках, порослих чагарниками, та у вологих тропічних лісах. Зустрічаються на висоті від 980 до 1800 м над рівнем моря.